# (11936) Tremolizzo
(11936) Tremolizzo est un astéroïde de la ceinture principale.

## Description
(11936) Tremolizzo est un astéroïde de la ceinture principale. Il fut découvert le 17 mars 1993 à La Silla par le programme UESAC. Il présente une orbite caractérisée par un demi-grand axe de 2,52 UA, une excentricité de 0,07 et une inclinaison de 3,7° par rapport à l'écliptique.

## Compléments